# Die Jugend von Blueberry
Die Jugend von Blueberry ist ein frankobelgischer Comic.

## Handlung
Blueberry kämpft während des Bürgerkrieges in den Jahren 1861 bis 1865 auf der Seite der Unionstruppen gegen den Süden. Mehrmals wird er für gefährliche Missionen herangezogen, deren Erledigung schwieriger ausfallen als gedacht. 

## Hintergrund
Bereits zwischen 1968 und 1970 erschienen neun Kurzgeschichten über die Jugendzeit von Leutnant Blueberry. Jean-Michel Charlier entwickelte daraus eine eigenständige Serie mit albenlangen Geschichten. Als Zeichner wurde Colin Wilson ausgewählt. Während der Arbeit am dritten Band starb Jean-Michel Charlier. François Corteggiani schrieb den Band zu Ende und führte die Serie weiter. Colin Wilson beendete die Zusammenarbeit 1994 nach sechs Alben und wurde 1998 durch Michel Blanc-Dumont ersetzt.

## Veröffentlichungen
Der Vorabdruck der ersten zwei Geschichten erfolgte in France Soir. Nach zwei Alben bei Dargaud übernahmen nacheinander Novedi und Alpen Publishers die Albenproduktion, die Dargaud 1994 erneut übernahm. Carlsen gab die ersten vier Alben heraus. Später integrierte Ehapa die Serie in ihrer regulären Albenserie um Leutnant Blueberry und fasste die Alben in den Blueberry Chroniken zusammen.

## Alben
- Die Teufel vom Missouri (1/1985)
- Aufruhr in Kansas (2/1987)
- Todesmission in Georgia (3/1990)
- Gnadenlose Jagd (4/1992)
- Drei Männer für Atlanta (5/1993)
- Der Preis des Blutes (6/1994)
- Die Pinkerton-Lösung (7/1998)
- Der Pfad der Verfluchten (8/2000)
- Letzter Zug nach Washington (9/2001)
- Lincoln muss sterben (10/2003)
- Der Schlächter von Cincinnati (11/2005)
- Die Sirene von Veracruz (12/2006)
- 100 Dollar für den Tod (13/2007)
- Der Pfad der Tränen (14/2008)
- 1276 Seelen (15/2009)
- Erlösung (16/2010)
- Gettysburg (17/2012)
- Der Konvoi der Verdammten (18/2015)